# Ducati Hypermotard
Die Ducati Hypermotard ist ein Motorradmodell der Kategorie Supermoto des italienischen Motorradherstellers Ducati, das seit 2007 produziert wird.

## Allgemeines
Die Ducati Hypermotard wurde als Konzept auf der Mailänder Messe EICMA im November 2005 vorgestellt. Die anfängliche Sorge um mangelnde Akzeptanz einer Supermoto aus dem Hause Ducati erwies sich als unbegründet, die Hypermotard gewann den Titel "Best of Show" und im März 2006 wurde ein baldiger Serienstart bestätigt. Laut Designer Pierre Terblanche war bereits bei der Entwicklung der Multistrada im Jahr 1998 über eine sportliche Variante nachgedacht, damals jedoch noch nicht umgesetzt. Die Hypermotard bietet laut Terblanche nichts richtig Neues, sondern "vereint verschiedene Elemente, die man in dieser Kombination eben noch nicht gesehen hat."
Die Grundstruktur wurde von der Multistrada 1100 übernommen, beide Motorräder verfügen über Gitterrohrrahmen, Einarmschwinge und zwei Auspuffrohre unter der Sitzbank. Die Hypermotard ist jedoch deutlich schlanker, minimalistischer und trägt den für Enduros typischen Entenschnabel, einen hochverlegten, fest mit dem Rahmen verbundenen Frontkotflügel. Eine Besonderheit der ersten Hypermotard-Generation waren außerdem die an den Lenkerenden befindlichen, einklappbaren Rückspiegel. In verschiedenen Fachzeitschriften wurde für die Art der Hypermotard die Kategorie „Funbike“ (unter anderem Zeitschrift „Motorrad“) kreiert.

## Hypermotard 1100 / 796

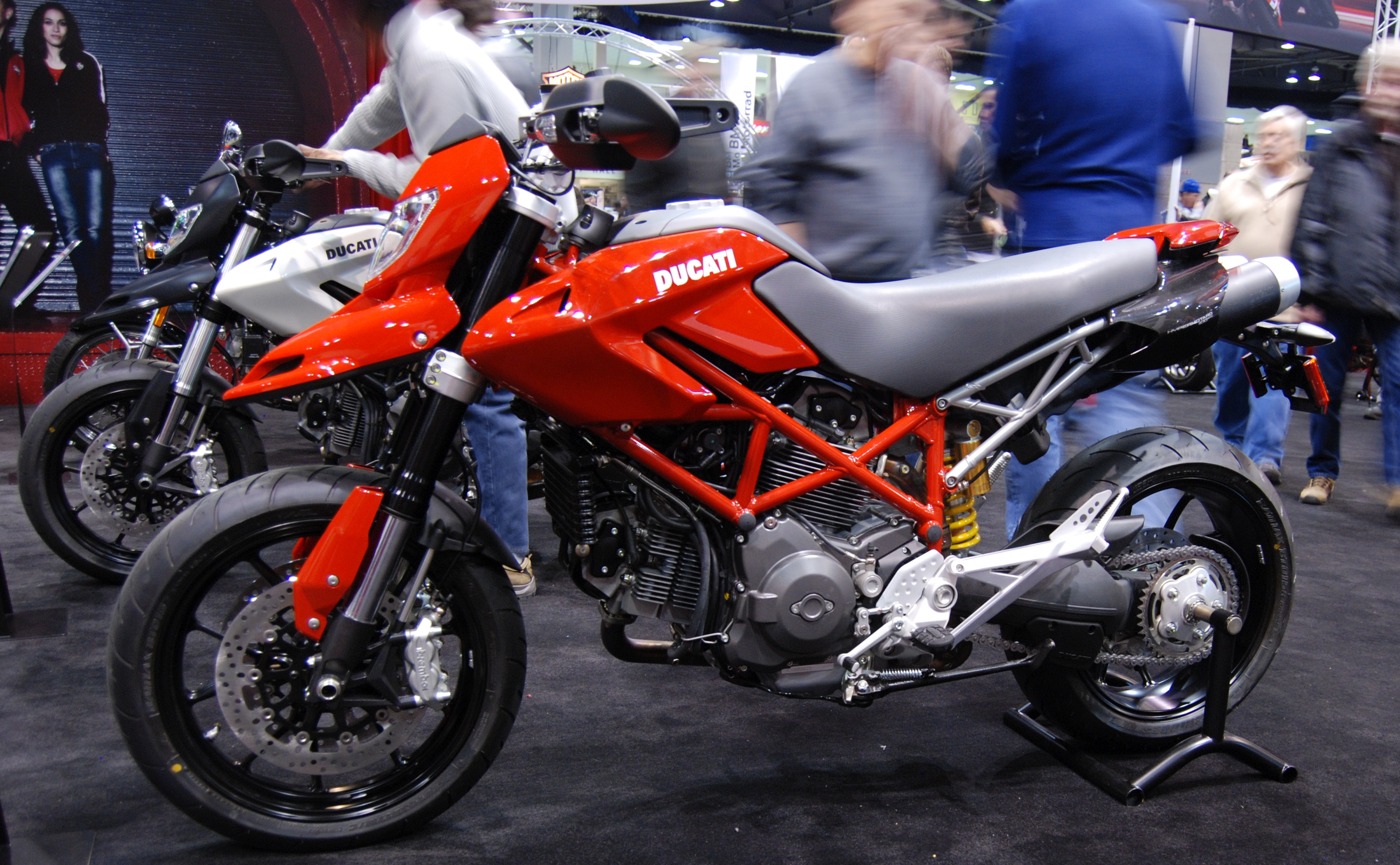
Hypermotard 796

Das Serienmodell der Hypermotard wurde auf Pariser Motorradmesse „Mondial du deux roues“ präsentiert und war seit 2007 erhältlich. Angetrieben wurde sie vom damals neuen, 1079 cm³ großen Desmodue-Motor. Es handelt sich hierbei um einen luftgekühlten Zweizylindermotor, der die Ducati-typischen Besonderheiten trägt: Der vordere Zylinder des 90° V-Motors liegt parallel zum Boden, weshalb Ducati von einem "L-Motor" spricht. Die Ventile werden über eine Desmodromik zwangsgesteuert. Neben dem Grundmodell gab es noch eine 2000 € teurere Hypermotard 1100 S, die auf hochwertigere Komponenten setzt und so Gewicht spart.
Mit einer Modellpflege 2010 wurde die 1100 zur 1100 Evo aufgewertet. Das führte zu einer Gewichtsersparnis von 7 kg, bei laut Ducati 5 Zusatz-PS. Ducatis Angaben stimmen jedoch nicht den Fahrzeugpapieren überein, außerdem wird als Massenangabe das Trockengewicht angegeben. Ein S-Modell gab es nicht mehr, stattdessen erschien die 1100 Evo SP, die mit größeren Federwegen (vorne +30 mm, hinten +15 mm) und einer längeren Gabel (+10 mm) aufwartete.
Ebenfalls 2010 erschien die Hypermotard 796 als günstigere Ergänzung der Modellpalette. Der V2 verfügt tatsächlich über 803 cm³ Hubraum, nicht 796 cm³ wie die Verkaufsbezeichnung suggeriert. Durch den kleineren Motor sinkt die Leistung geringfügig, jedoch auch das Leergewicht. Der Tankinhalt aller luftgekühlten Hypermotards beträgt 12,4 l. Letztes Produktionsjahr der ersten Hypermotard-Generation war 2012.
|                           | 1100                                                                       | 1100 Evo                                                                   | 796                                                                        |
| ------------------------- | -------------------------------------------------------------------------- | -------------------------------------------------------------------------- | -------------------------------------------------------------------------- |
| Baujahre                  | 2007–2010                                                                  | 2010–2012                                                                  | 2010–2012                                                                  |
| Motor                     | luftgekühlter 90°-V2-Motor, 2 Ventile pro Zylinder, Desmodromik (Desmodue) | luftgekühlter 90°-V2-Motor, 2 Ventile pro Zylinder, Desmodromik (Desmodue) | luftgekühlter 90°-V2-Motor, 2 Ventile pro Zylinder, Desmodromik (Desmodue) |
| Hubraum                   | 1079 cm³                                                                   | 1079 cm³                                                                   | 803 cm³                                                                    |
| Bohrung × Hub             | 98 mm × 71,5 mm                                                            | 98 mm × 71,5 mm                                                            | 88 mm × 66 mm                                                              |
| Verdichtungsverhältnis    | 10,5 : 1                                                                   | 11,3 : 1                                                                   | 11 : 1                                                                     |
| Nennleistung              | 62 kW (84,3 PS) bei 7.500/min                                              | 67 kW (91,1 PS) bei 7.500/min                                              | 59,5 kW (80,9 PS) bei 8.000/min                                            |
| max. Drehmoment           | 94 Nm bei 4.750/min                                                        | 105 Nm bei 5.750/min                                                       | 77 Nm bei 6.250/min                                                        |
| Kupplung                  | hydraulische Mehrscheiben-Trockenkupplung                                  | hydraulische Mehrscheiben-Trockenkupplung                                  | hydraulische Mehrscheiben-Nasskupplung                                     |
| Getriebe                  | 6-Gang-Getriebe                                                            | 6-Gang-Getriebe                                                            | 6-Gang-Getriebe                                                            |
| Radstand                  | 1455 mm (Evo SP: 1465 mm)                                                  | 1455 mm (Evo SP: 1465 mm)                                                  | 1455 mm (Evo SP: 1465 mm)                                                  |
| Trockengewicht            | 179 kg (1100 S: 177 kg)                                                    | 172 kg                                                                     | 167 kg                                                                     |
| Preis im Erscheinungsjahr | ab 11.500 €                                                                | ab 11.800 €                                                                | ab 8.895 €                                                                 |

## Hypermotard 821

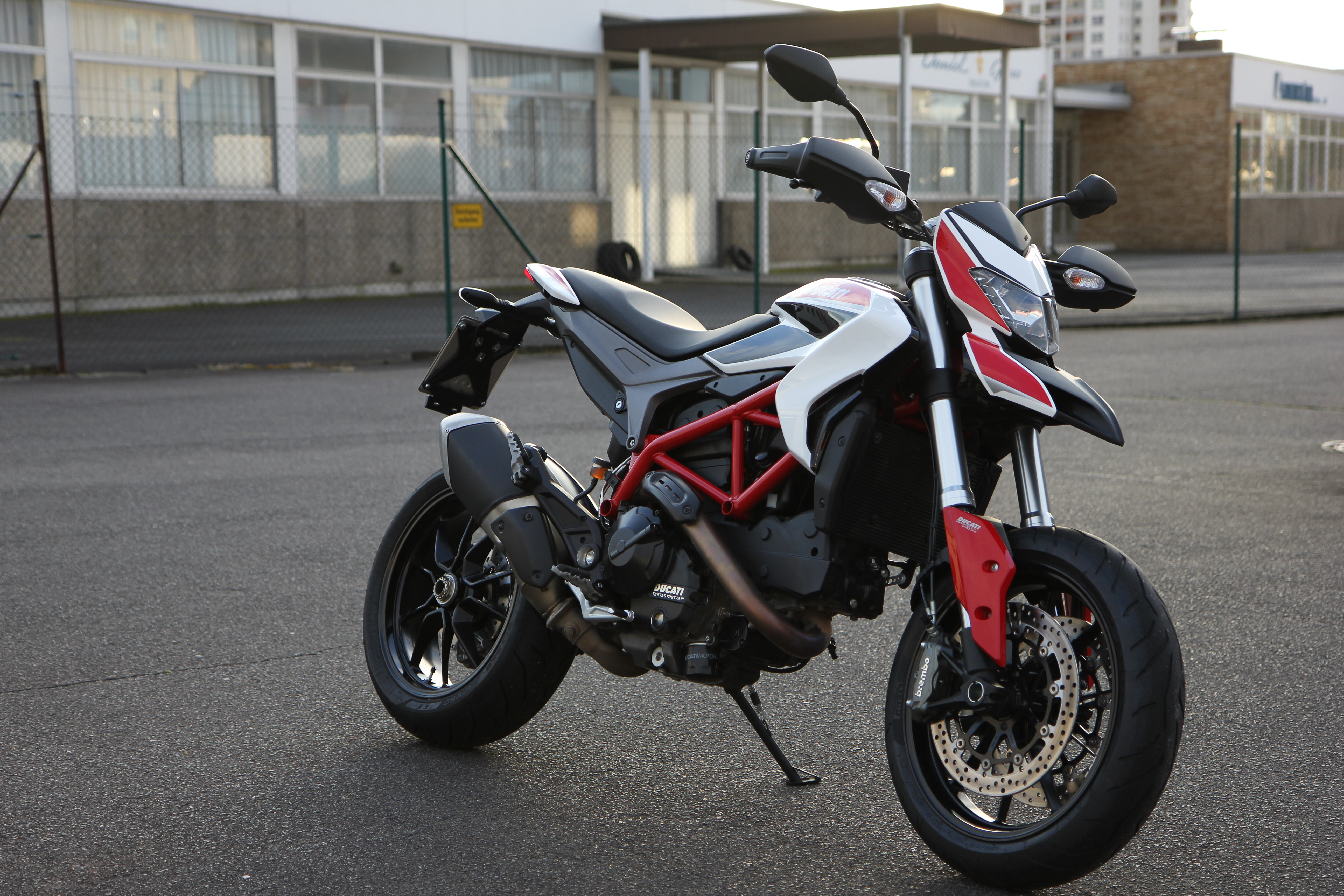
Hypermotard 821

Im November 2012 stellte Ducati den Nachfolger der bisherigen Hypermotards vor, die einen großen Umbruch darstellten. Angesichts des Erfolgs der Reihe, bis dahin waren etwa 26.000 Hypermotards verkauft worden, wurde an Konzept und Erscheinungsbild nur behutsam weiterentwickelt. Die technische Basis dagegen wurde grundlegend überholt, besonders deutlich wird dies am Motor. Statt des bekannten luftgekühlten "Desmodue" wurde nun ein wassergekühlter "Testastretta-11°"-Motor verwendet, der zwar weniger Hubraum (-258 cm³) aber deutlich mehr Leistung (+15 kW) als das bisherige Topmodell bot.
Der neue Antrieb soll deutlich angenehmer im Umgang als der Vorgänger sein, dazu gibt es ein umfangreiches Elektronikpaket mit Ride-by-Wire, einer achtstufigen Fahrdynamikregelung und Antiblockiersystem (ABS). Drei Fahrmodi (Sport, Touring, Urban) stehen zur Auswahl, mit unter anderem unterschiedlicher maximaler Motorleistung und geänderten Ansprechverhalten des Motors. Weitere Verbesserungen betreffen längere Service-Intervalle, eine überarbeitete Ergonomie, einen auf 16 l vergrößerten Tank und eine konventionelle Spiegelposition, die eine bessere Sicht auf den rückwärtigen Verkehr ermöglichen soll.
Neben dem Basismodell gab es wieder eine Hypermotard SP. Sie zeichnet sich aus durch weniger Gewicht, unter anderem durch Teile aus kohlenstofffaserverstärktem Kunststoff, sowie ein anderes Fahrwerk mit einstellbarer Dämpfung von Gabel und Federbein. Eine weitere Änderung sind die leichteren geschmiedeten Räder, wie sie auch bei der 1199 Panigale S verwendet werden.

### Hyperstrada 821

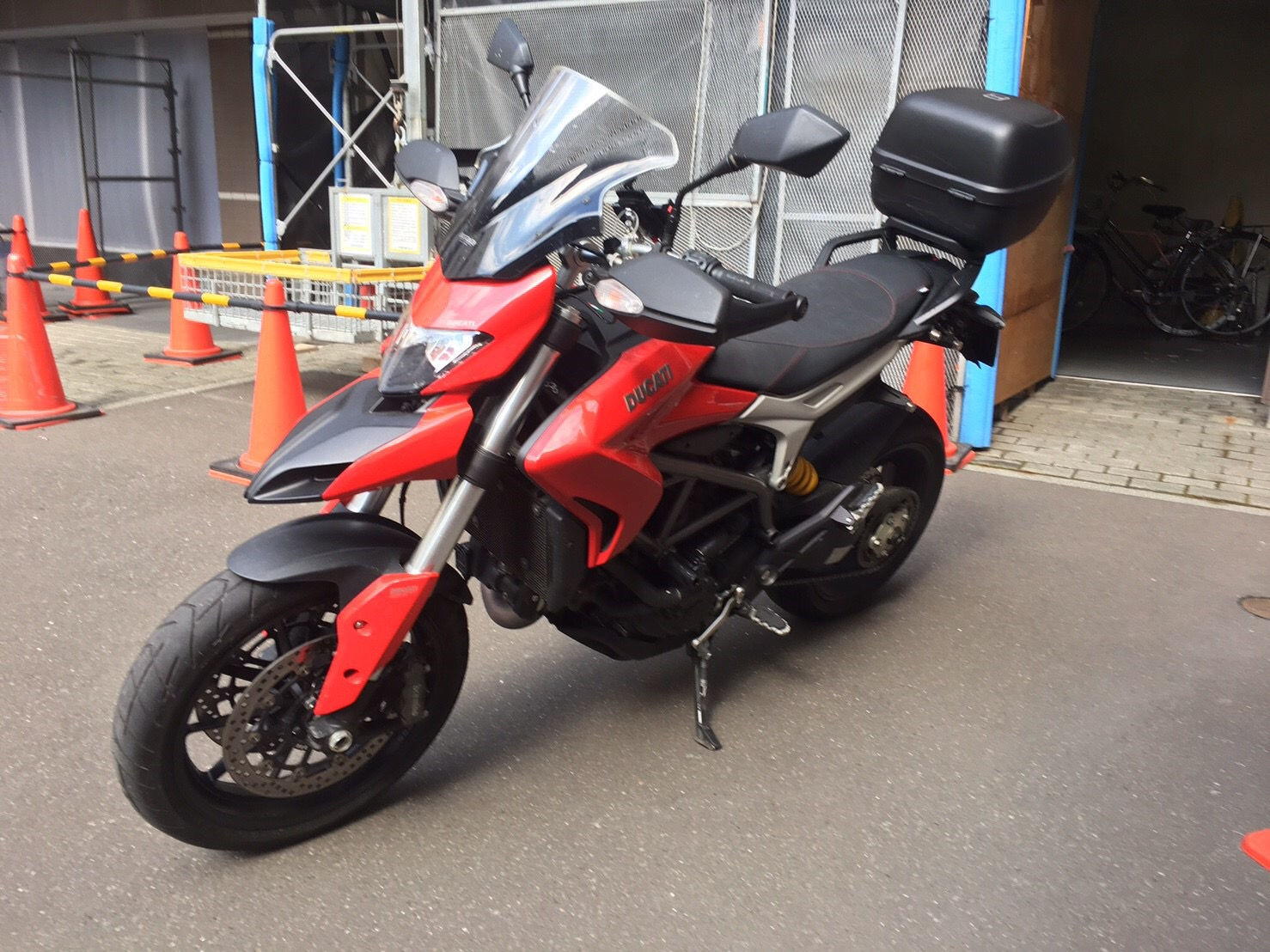
Tourentauglicher: Hyperstrada 821

Neu bei dieser Generation war eine dritte Variante, die Hyperstrada. Sie stellt dabei sowohl eine komfortablere Variante der Hypermotard, als auch ein Einstiegsmodell in Ducatis Touring-Reihe dar, unterhalb der Multistrada 1200. Die Sitzbank ist breiter, die Sitzhöhe niedriger (850 mm statt 870 mm) und der Lenker um 20 mm höher. Außerdem hat die Hyperstrada ein Windschild, Soziusgriffe, zwei 12 V-Steckdosen und zwei je 25 l große Seitenkoffer.

## Hypermotard / Hyperstrada 939
Zur Eicma 2015 wurde die neue Hypermotard 939 in Mailand präsentiert, die ab 2016 als Nachfolger der 821 erhältlich war. Auch das 939er Modell ist als Hypermotard, Hypermotard SP und Hyperstrada erhältlich.
Gegenüber den Vorgängern wurde nur wenig verändert, anlässlich der Einführung der Euro 4 Abgasnorm erhielt sie jedoch einen neuen Antrieb. Bei gleichem Hub wurde die Bohrung vergrößert und somit der Hubraum. Die  Abgaswerte wurden verbessert, die maximale Leistung geringfügig und das Drehmoment deutlich erhöht, um 10 % im Maximum und um 16 % bei 6000/min. Weiterhin wurden Details geändert, wie zum Beispiel LED-Blinker, Ganganzeige und eine höhere Schräglagenfreiheit.

## Hypermotard 950
Im November 2018 präsentierte Ducati auf der EICMA die neue Hypermotard 950 und 950 SP. Eine Hyperstrada gibt es nicht mehr. Trotz der auf den ersten Blick nur kleinen Veränderungen zur 939 wurde das Modell komplett überarbeitet.
So hat das Basismodell Hypermotard 950 einen durchgezogenen Gitterrohrrahmen, eine schmalere Sitzbank für mehr Fahrkomfort, drei kW mehr Maximalleistung, ist um 4 kg leichter und hat ein neues TFT-Display, wie es so bis dahin nur bei der neuen Panigale V4 verwendet wurde. Zusätzlich bekam die 950 ein umfangreicheres Elektronik-Paket. Gegen Aufpreis gibt es einen Quickshifter (Schaltautomaten),  bei der SP ist er serienmäßig.
Die SP-Variante unterscheidet sich im Wesentlichen durch weniger Gewicht, ein voll verstellbares Öhlins-Fahrwerk, Schmiederäder von Marchesini und den Quickshifter.
Der Motor wurde von der Hypermotard 939 mit seinen 937 cm³ übernommen und leistet nun 84 kW (114 PS) und erreicht ein maximales Drehmoment von 96 Nm. Der Tankinhalt beträgt 14,5 l.

## Technische Daten der wassergekühlten Modelle
|                                  | Hypermotard 821                                                                                          | Hyperstrada 821                                                                                          | Hypermotard 939                                                                                          | Hyperstrada 939                                                                                          | Hypermotard 950                                                                                          |
| -------------------------------- | --- | --- | --- | --- | --- |
| Baujahr                          | 2013–2015                                                                                                | 2013–2015                                                                                                | 2016–2018                                                                                                | 2016–2018                                                                                                | seit 2019                                                                                                |
| Motor                            | Bauart Testastretta: flüssigkeitsgekühlter 90°-V2-Motor, 4 Ventile pro Zylinder, desmodromisch gesteuert | Bauart Testastretta: flüssigkeitsgekühlter 90°-V2-Motor, 4 Ventile pro Zylinder, desmodromisch gesteuert | Bauart Testastretta: flüssigkeitsgekühlter 90°-V2-Motor, 4 Ventile pro Zylinder, desmodromisch gesteuert | Bauart Testastretta: flüssigkeitsgekühlter 90°-V2-Motor, 4 Ventile pro Zylinder, desmodromisch gesteuert | Bauart Testastretta: flüssigkeitsgekühlter 90°-V2-Motor, 4 Ventile pro Zylinder, desmodromisch gesteuert |
| Hubraum                          | 821 cm³                                                                                                  | 821 cm³                                                                                                  | 937 cm³                                                                                                  | 937 cm³                                                                                                  | 937 cm³                                                                                                  |
| Bohrung × Hub                    | 88 mm × 67,5 mm                                                                                          | 88 mm × 67,5 mm                                                                                          | 94 mm × 67,5 mm                                                                                          | 94 mm × 67,5 mm                                                                                          | 94 mm × 67,5 mm                                                                                          |
| Verdichtungsverhältnis           | 12,8 : 1                                                                                                 | 12,8 : 1                                                                                                 | 13,1 : 1                                                                                                 | 13,1 : 1                                                                                                 | 13,1 : 1                                                                                                 |
| Nennleistung                     | 81 kW (110,1 PS) bei 9.250/min                                                                           | 81 kW (110,1 PS) bei 9.250/min                                                                           | 83 kW (112,8 PS) bei 9.000/min                                                                           | 83 kW (112,8 PS) bei 9.000/min                                                                           | 84 kW (114,2 PS) bei 9.000/min                                                                           |
| max. Drehmoment                  | 89 Nm bei 7.750/min                                                                                      | 89 Nm bei 7.750/min                                                                                      | 98 Nm bei 7.500/min                                                                                      | 98 Nm bei 7.500/min                                                                                      | 96 Nm bei 7.250/min                                                                                      |
| Kupplung                         | hydraulisch betätigte Lamellenkupplung im Ölbad                                                          | hydraulisch betätigte Lamellenkupplung im Ölbad                                                          | hydraulisch betätigte Lamellenkupplung im Ölbad                                                          | hydraulisch betätigte Lamellenkupplung im Ölbad                                                          | hydraulisch betätigte Lamellenkupplung im Ölbad                                                          |
| Getriebe                         | 6-Gang-Getriebe                                                                                          | 6-Gang-Getriebe                                                                                          | 6-Gang-Getriebe                                                                                          | 6-Gang-Getriebe                                                                                          | 6-Gang-Getriebe                                                                                          |
| Radstand                         | 1500 mm (SP: 1505 mm)                                                                                    | 1490 mm                                                                                                  | 1493 mm (SP: 1498 mm)                                                                                    | 1485 mm                                                                                                  | 1493 mm (SP: 1498 mm)                                                                                    |
| Leergewicht Trocken / Fahrbereit | 175 / 198 kg (SP: 171 / 194 kg)                                                                          | 181 / 204 kg                                                                                             | 181 / 204 kg (SP: 178 / 201 kg)                                                                          | 187 / 210 kg                                                                                             | 178 / 200 kg (SP: 176 / 198 kg)                                                                          |
| Preis im Erscheinungsjahr        | ab 11.190 € (SP: 14.590 €)                                                                               | 12.590 €                                                                                                 | ab 11.890 € (SP: 15.590 €)                                                                               | 12.590 €                                                                                                 | ab 12.490 € (SP: 16.390 €)                                                                               |

## Ausführliche technische Daten Hypermotard 1100

### Motor
- Typ: luft-/ölgekühlter V2-Viertakt-Motor mit 90° Zylinderwinkel
- Ventilsteuerung: obenliegende Nockenwellen, angetrieben mit Zahnriemen, zwei desmodromisch betätigte Ventile pro Zylinder
- elektronische Magneti-Marelli-Saugrohreinspritzung mit Lambdaregelung, 50 mm Drosselklappendurchmesser, Doppelzündung, geregelter Katalysator
- Bohrung × Hub: 98,0 mm × 71,5 mm
- Hubraum: 1.079 cm³
- Verdichtungsverhältnis: 10,5:1
- Nennleistung: 62 kW (84 PS) bei 7.500/min
- max. Drehmoment: 94 Nm bei 4.750/min
- Kraftübertragung: hydraulisch betätigte Mehrscheiben-Trockenkupplung, Sechsgang-Getriebe, O-Ring-Kette
- Primärübersetzung: 1,84:1
- Sekundärübersetzung: 2,8:1 (15er Ritzel, 42er Kettenblatt)

### Fahrwerk
- Gitterrahmen aus CrMo-Stahlrohren, Motor tragend
- Marzocchi Upside-down-Teleskopgabel, Standrohr 50 mm ø, verstellbare Federbasis, Zug- und Druckstufendämpfung
- Einarmschwinge aus Aluminium, Zentralfederbein von SACHS oder Öhlins mit Hebelsystem, verstellbare Federbasis, Zug- und Druckstufendämpfung
- Bremse vorn: zwei Scheibenbremsen 305 mm ø, Vierkolben-Festsättel
- Bremse hinten: Scheibenbremse 245 mm ø, Zweikolben-Festsattel
- Leichtmetallräder: vorn 3.50 × 17 Zoll, hinten 5.50 × 17 Zoll
- Reifen: vorn 120/70 ZR 17, hinten 180/55 ZR 17

### Maße und Gewichte
- Radstand: 1.455 mm
- Lenkkopfwinkel: 66,0 Grad
- Nachlauf: 100 mm
- Federweg: vo. 165 mm / hi. 141 mm
- Sitzhöhe: 855 mm
- Leergewicht: 179 kg (vollgetankt)
- Zuladung: 194 kg
- Tankinhalt: 12,4 l